# Herman Ouseley, Baron Ouseley

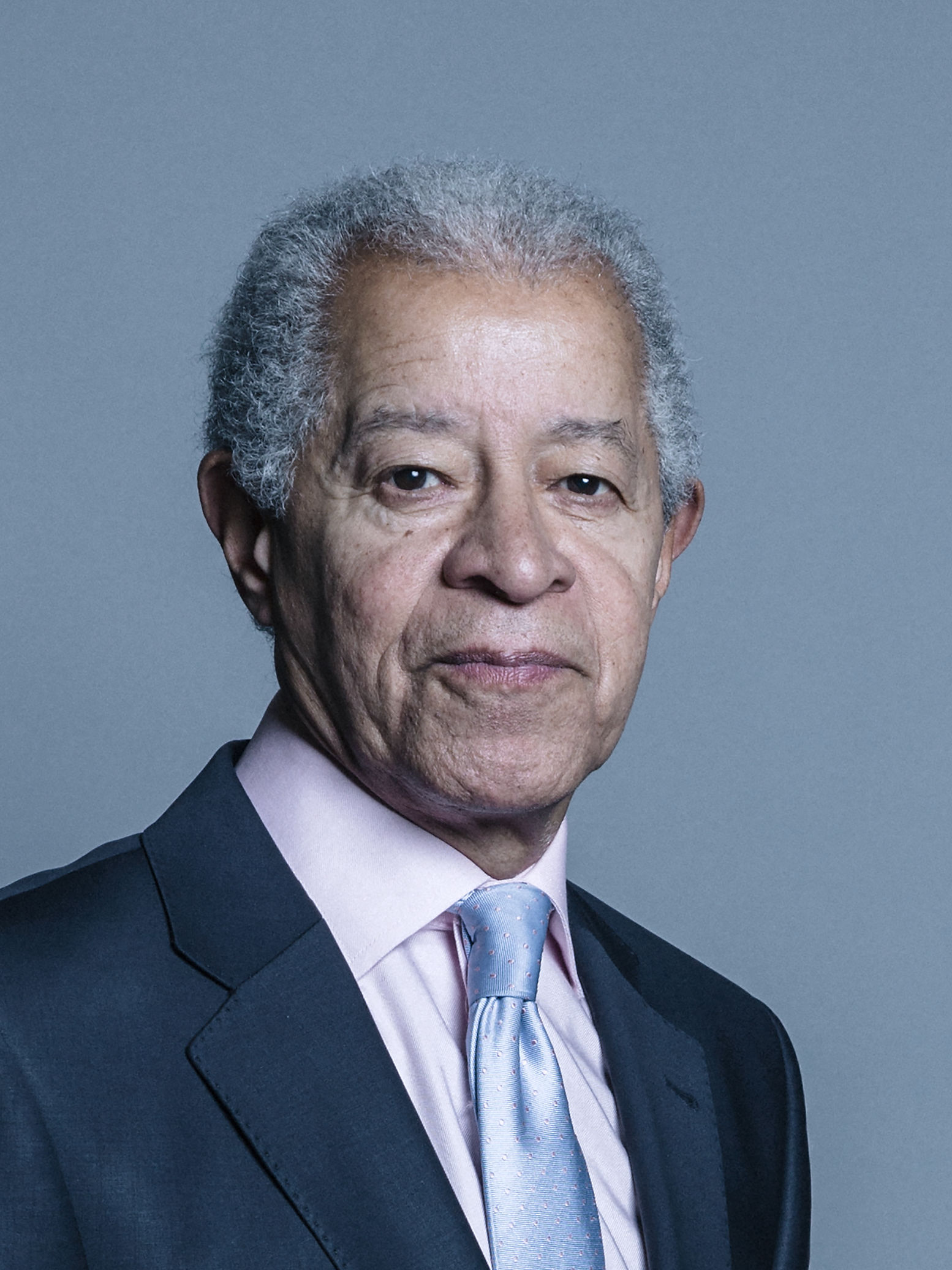
Herman Ouseley, Baron Ouseley (2018)

Herman George Ouseley, Baron Ouseley (* 24. März 1945 in Guyana; † 2. Oktober 2024) war ein britischer Politiker und Life Peer.

## Leben und Karriere
Ouseley wurde als Sohn eines Bäckers und einer Krankenschwester in Guyana geboren. Sein Vater starb, als er sieben Jahre alt war. 1957, im Alter von 11 Jahren, kam er zu seiner Mutter nach England. Er wuchs in einer Einzimmerwohnung in Brixton im Süden Londons auf.
Er besuchte die William Penn Comprehensive School in Peckham, die er 1963 mit zwei A-Levels verließ. Am Catford College erwarb ein Diplom im Fach Municipal Administration, mit dem Ziel Verwaltungsbeamter zu werden. Anschließend arbeitete Ouseley als Beamter in der Stadt- und Gemeindeverwaltung beim damaligen Middlesex County Council. Von 1963 bis 1970 war er dort als Stadtplanungsbeamter tätig, von 1970 bis 1973 dann als verantwortlicher Sozialfürsorger für ältere Menschen. Von 1973 bis 1979 war er als Community Relations Executive für Gemeindeangelegenheiten zuständig. Von 1979 bis 1981 arbeitete er als Race Relations Policy Officer beim Lambeth Council. Von 1981 bis 1984 war er dann Race Relations Policy Officer beim Greater London Council. Dort leitete er die Abteilung für ethnische Minderheiten. Von 1984 bis 1986 war er Stellvertretender Chief Executive Officer im Stadtteil London Borough of Lambeth. Von 1986 bis 1990 war Director of Education und Chief Executive Officer bei der Inner London Education Authority. Von 1990 bis 1993 war er anschließend Chief Executive Officer für den London Borough of Lambeth.
1993 wurde er Vorsitzender (Chairman) der Commission for Racial Equality (CRE). Dieses Amt hatte er bis 2000 inne. Ouseley setzte sich während seiner Amtszeit insbesondere für die Wiederherstellung der nachlassenden Glaubwürdigkeit in Bezug auf die Arbeit der Commission for Racial Equality ein. Von 2000 bis 2005 war er Präsident von Different Realities Partnership Ltd, einer Organisation, die sich auf die Beratung in Fragen der Gleichstellung, der kulturellen Vielfalt und Selbstvermarktungsstrategien spezialisierte. Von 2002 bis 2005 war er gleichzeitig Präsident der Local Government Association. Ab 2005 arbeitete Ouseley als selbständiger Berater bei Fragen der Gleichstellung.
Ouseley übte zahlreiche weitere Ämter in verschiedenen Organisationen und Verbänden aus. Er war Vorsitzender (Chairman) des Policy Research Institute on Ageing and Ethnicity an der Bradford University (seit 1986), von Kick It Out, einer Kampagne gegen Rassismus, Diskriminierung und Homophobie im Fußball (seit 1993) und des PRESET Education and Training Trust (seit 1997). Er war auch Vorsitzender der Caribbean Advisory Group for the Foreign and Commonwealth Office. Er war ab 2006 Treuhänder der Manchester United Foundation. Er war Schirmherr der Presentation Housing Association, einer gemeinnützigen Wohnungsbaugesellschaft (seit 1990), des Daneford Trust, einer gemeinnützigen Organisation für kulturelle Austauschprogramme für schwarze und farbige Schüler und Studenten (seit 1991), und der National Black Police Association (seit 2007).
1981 veröffentlichte er das Buch The System. Außerdem verfasste er zahlreiche Artikel und Broschüren zu Fragen der Gleichstellung und Angelegenheiten der lokalen Regierung und Gemeindeverwaltung.

## Mitgliedschaft im House of Lords
Am 26. Juni 2001 wurde er zum Life Peer als Baron Ouseley, of Peckham Rye in the London Borough of Southwark, ernannt. Im House of Lords saß er als Crossbencher. Am 29. März 2010 unterstützte er, gemeinsam Tessa Blackstone, Baroness Blackstone, den neu ernannten Life Peer Michael Bichard, Baron Bichard bei dessen Amtseinführung.

## Ehrungen
Ouseley war Inhaber zahlreicher Ehrendoktortitel und Ehrenwürden. Er besaß Ehrendoktortitel der University of Edinburgh, Sheffield Hallam University, der Bradford University, der University of Leicester, der Leeds Metropolitan University, der University of Warwick, der Oxford Brookes University, der University of Greenwich, der London South Bank University, der London Metropolitan University, der University of East London und der University of Brighton. 1997 wurde er zum Knight Bachelor erhoben.